# 上杉祥三
上杉 祥三（うえすぎ しょうぞう、1955年12月14日 - ）は、日本の俳優、劇作家、演出家。
兵庫県出身。甲南大学法学部卒業。オフィスPSC所属。演劇ユニット「トレランス」主宰。妻は女優の長野里美。

## 略歴・人物
1981年青年座俳優養成所卒。同年に野田秀樹率いる劇団夢の遊眠社に入団。皿洗いのバイトをしながら演劇活動を続け、当時1300円のチケットだった遊眠社を日本で有数のトップ劇団へと成長させる。劇団の看板俳優として活躍。
1988年には上杉祥三プロデュースチーム結成。在団中よりシェイクスピア作品に傾倒し、1991年よりグローブ座カンパニーの座長としてシェイクスピアレパートリー公演を開始。若手随一のシェイクスピア俳優として注目される。
その後も舞台俳優として人気を博しつつ、映像でも活躍し、小説家、脚本家などもこなし、現在に至る。妻で俳優の長野里美と2002年より演劇ユニット・トレランスの活動も行っている。

## 出演

### 舞台
- 夏の夜の夢（1992年 グローブ座カンパニー 作：ウィリアム・シェイクスピア、演出：ペーター・ストルマーレ）
- 間違いの喜劇（1994年 グローブ座カンパニー 作：ウィリアム・シェイクスピア、演出：ペーター・ストルマーレ）
- ロミオとジュリエット（1994年 グローブ座カンパニー 作：ウィリアム・シェイクスピア、演出：ジョン・レタラック）
- クラウド9（1995年 パルコ / メジャーリーグ 作：キャリル・チャーチル、演出：マシュー・ロイド）
- K2（1997年 加藤健一事務所 作：パトリック・メイヤーズ、演出：綾田俊樹）
- LOVE LETTERS（1998年 パルコ 作：A・R・ガーニー、演出：青井陽治）
- 幽霊はここにいる（1998年 新国立劇場 作：安部公房、演出：串田和美）
- 風のなごり 越中おわら風の盆（2003年 松竹 作：金子成人、演出：西川信廣）
- 丹下左膳（2003年 松竹 原作：林不忘、脚本：水谷龍二、演出：小野鉄二郎）
- ヒーロー（2005年 加藤健一事務所 作：アラン・エイクボーン、演出：加藤健一）
- 島清、世に敗れたり（2005年 地人会 作：松田章一、演出：高瀬久男）
- 演劇の毒薬（2006年 地人会 作：ロドルフ・シレラ、演出：木村光一）
- 鵺/NUE（2006年 世田谷パブリックシアター 作・演出：宮沢章夫）
- ブルーストッキングの女たち（2007年 地人会 作：宮本研、演出：木村光一）
- そのまま!（2008年 シアター1010 作：水谷龍二、演出：加納新平）
- 海賊冒険大活劇 ジョリー・ロジャー（2009年 ファントマ 作・演出：伊藤えん魔）
- ヘンリー六世 第一部（2009年 新国立劇場 作：ウィリアム・シェイクスピア、演出：鵜山仁） - ウォリック伯
- ヘンリー六世 第二部（2009年 新国立劇場 作：ウィリアム・シェイクスピア、演出：鵜山仁）
- ヘンリー六世 第三部（2009年 新国立劇場 作：ウィリアム・シェイクスピア、演出：鵜山仁）
- ジャンヌ・ダルク （2010年 TBSテレビ 脚本：中島かずき、演出：白井晃）
- サイモン・ヘンチの予期せぬ一日（2011年 古川オフィス 作：サイモン・グレイ、演出：水谷龍二）

### テレビドラマ
- 大河ドラマ（NHK総合）
  - 山河燃ゆ（1984年） - 田中刑事
  - 翔ぶが如く（1990年） - 徳川家定
  - 毛利元就（1997年） - 河副久信
  - 元禄繚乱（1999年） - 荻生徂徠
  - 風林火山（2007年） - 高遠頼継
  - 龍馬伝第1話「上士と下士」（2010年） - 山本忠兵衛
  - 軍師官兵衛 （2014年） - 江田善兵衛
  - 花燃ゆ（2015年） - 三条実美
  - おんな城主 直虎（2017年） - 水野忠重
  - 麒麟がくる（2020年） - 平手政秀[5]
- 土曜ワイド劇場（テレビ朝日）
  - 探偵事務所シリーズ（1994年 - 1999年）
  - おばはん刑事!流石姫子2（1999年） - 月岡治
  - 眼科医 小室瞳の推理カルテ1（2001年） - 猿田康夫
  - ゴーストライターの殺人取材（2012年 - ） - 鍋島隆実
  - おかしな刑事（2014年 - ） - 田中孝典刑事局長
- あきれた刑事 第16話「黒いドレスの殺人鬼」（1988年） - 清水
- 豊臣秀吉 天下を獲る!（12時間超ワイドドラマ 1995年、テレビ東京）前田利家
- さむらい探偵事件簿 第12話「意地張り女の秘密」（1997年、日本テレビ） - 徳三
- 3番テーブルの客（1997年、フジテレビ）
- 火曜サスペンス劇場（日本テレビ）
  - 弁護士・朝日岳之助11・笑わせても殺さない（1998年2月17日） - 吉武敏雄
  - 警部補 佃次郎10・つぐない（2000年5月30日） - 湧田伸一
  - 警部補 佃次郎14・永遠のナゾ（2002年、日本テレビ） - 高井逸人
  - 女検事 霞夕子16・予期せぬ花束（2000年7月25日） - 佐久間和義
- 新・腕におぼえあり〜よろずや平四郎活人剣〜 第9回（1998年、NHK総合） - 弥兵衛
- 御家人斬九郎 第4シリーズ 第2話「流れ着いた男」（1998年、フジテレビ） - 川上春太郎
- びんぼう同心御用帳 第8話「初恋の日」（1998年、テレビ朝日） - 卯吉
- 鬼平犯科帳 第8シリーズ 第2話「瓶割り小僧」（1998年、フジテレビ） - 石川の五兵衛（音松）
- 北の国から '98時代〜（1998年、フジテレビ） - シュウの次兄
- リング〜最終章〜（1999年、フジテレビ）
- セミダブル（1999年、フジテレビ）
- 月曜ドラマスペシャル（TBS）
  - 十津川警部シリーズ17・越後・会津殺人ルート（1999年7月5日）
  - 探偵 左文字進1・封印された殺人（1999年11月15日） - 柳沼孝史
- 髪結い伊三次（1999年、フジテレビ）
- 剣客商売 第2シリーズ 第2話「暗殺」（1999年、フジテレビ） - 笹野小文吾
- 暴れん坊将軍IX 第10話「美人後家を守れ! 弁護人になった将軍」（1999年、テレビ朝日） - 喜一郎 役
- 京極夏彦 「怪」 第3話「赤面ゑびす」（2000年7月20日、WOWOW） - 六部
- 花村大介（2000年） - 安西検事
- ドラマ愛の詩「六番目の小夜子」（2000年、NHK教育）-　潮田俊作 役
- 連続テレビ小説（NHK）
  - ほんまもん（2001年10月1日 - 2002年） - 一倉シェフ 役
  - 芋たこなんきん（2006年10月2日 - 2007年） - 小川秀雄 役
  - カーネーション（2011年10月3日 - 2012年） - 木岡保男 役
  - あさが来た 第80・82・83話（2016年1月5日・7日・8日） - 日野彦三郎 役
    - あさが来たスピンオフ 割れ鍋にとじ蓋（2016年4月23日、NHK BSプレミアム）

  - おちょやん（2021年） - 樋口仙一 役
  - ブギウギ (テレビドラマ) 第35話（2023年11月14日） - 大和礼子の父 役[6]
- バブル（2001年、NHK） - 須藤辰彦 役
- 占有家族（2001年、NHK） - 取り立て屋
- 藤沢周平の人情しぐれ町（2001年） - 与次郎 役
- 忠臣蔵〜決断の時（2003年　テレビ東京） - 上杉綱憲 役
- 京都祇園入り婿刑事事件簿10（2003年） - 村上良平 役
- 名奉行! 大岡越前 第10話「油問屋山崎屋の一件」（2005年6月20日） - 岡野格之進 役
- 医龍（2006年、フジテレビ）
- 新・人間交差点（2006年） - 岡部孝太郎 役
- 鬼平犯科帳スペシャル 一本眉（2007年） - 伊助 役
- よろずや平四郎活人剣（2007年、テレビ東京）
- 陽炎の辻〜居眠り磐音 江戸双紙〜 第2話（2007年、NHK総合） - 統五郎 役
- NHKスペシャル 感染爆発〜パンデミック・フルー（2008年1月12日） - サラリーマン
- 相棒（テレビ朝日）
  - season6 第18話「白い声」（2008年3月12日） - 熊沢武明 役
  - season14 第15話「警察嫌い」（2016年2月10日） - 伊縫剛 役
  - season 19 第18話「選ばれし者」(2021年3月3日) - 黒岩雄一 役
- 幻十郎必殺剣 最終話ゲスト（2008年3月14日、テレビ東京）
- ドラマスペシャル「徳川家康と三人の女」（2008年3月15日、テレビ朝日） - 浅野長政
- 警視庁捜査一課9係（テレビ朝日）
  - season3 第4話「時給五万円の殺人」（2008年5月7日） - 坂巻昇
  - season12 第2話「消えた水死体」（2017年4月19日） - 来栖康利
- トップセールス 第5話（2008年5月、NHK総合） - 司会者
- 浪花の華〜緒方洪庵事件帳〜第1話（2009年1月、NHK総合） - 山城屋
- ガラス色の恋人（2009年2月、NHK総合） - 医師
- 必殺仕事人2009 第12話「冤罪」（2009年4月、朝日放送） - 西山右近
- 再生の町（2009年8月、NHK総合） - 長野住宅課長
- 白洲次郎 第3話（2009年9月、NHK総合） - 風見議員
- オトコマエ!2（2009年10月10日、NHK総合） - 長野太郎左衛門 役
- 不毛地帯 第14話「百億の賭け」（2010年2月4日、フジテレビ） - 伊原部長 役
- 生誕100年記念 松本清張ドラマスペシャル 書道教授（2010年3月23日、日本テレビ） - 足利刑事
- チャンス（2010年9月18日、NHK）
- 水戸黄門（TBS）
  - 第33部 第19話「殿が見初めた物売り娘 -長岡-」（2004年8月30日） - 嘉助
  - 第36部 第10話「夫婦の絆は河内節 -天橋立-」（2006年10月9日） - 大橋屋久兵衛
  - 第37部 第20話「男意気地の悪退治・松島」（2007年8月20日） - 烏の権太
  - 第38部 第2話「嵐を呼ぶ瀬戸内の謎! -瀬戸内-」（2008年） - 喜三
  - 第39部 第15話「ホラ吹き娘の親孝行!・高千穂」 - 佐伯甚左衛門
  - 第42部 - 和助
    - 第1話「お前は助さん 俺は格さん・江戸」（2010年10月11日）
    - 第5話「暴かれたヒスイの謎 -糸魚川-」（2010年11月8日）
- 鬼平犯科帳スペシャル 一寸の虫（2011年） - 袋井の富造 役
- 新・警視庁捜査一課9係 season3第2話（2011年7月13日、テレビ朝日） - 木村新
- 水曜ミステリー9（テレビ東京）
  - 鉄道警察官・清村公三郎7・秩父長瀞〜連続殺人レール（2011年10月5日） - 本並由起夫
  - 沖縄リゾート コンシェルジュ具志堅陽子の名推理（2012年7月25日） - 早乙女光太郎
  - 残り火（2014年10月29日） - 町沢博一
  - 警視庁特命刑事☆二人2・新宿・荒木町コールドケース（2017年1月25日） - 国枝征二郎
- ハンチョウ〜警視庁安積班〜第1・2話（2012年4月9・16日、TBS） - 吉見健吉
- 京都地検の女 第8シリーズ第6話（2012年8月23日、テレビ朝日） - 迫田耕一
- 捜査地図の女 第4話（2012年11月15日、テレビ朝日） - 松井田仁志
- 鬼平外伝 正月四日の客（2013年） - 前砂の甚七
- 月曜ゴールデン （TBS）
  - 京都殺人授業 第一講座「雨の中の義経」（2013年2月18日） - 渋谷洋三郎
  - オバベン -京都ふたりの女弁護士-（2013年6月24日） - 大井町聡
- 潜入探偵トカゲ 第4話（2013年5月9日、TBS） - 田辺忠雄
- 町医者ジャンボ!!第5話（2013年8月1日、読売テレビ） - 石野雅俊
- 金曜プレステージ 監察官・氷室透子〜氷の女（2014年7月11日、フジテレビ） - 美月文太
- 赤と黒のゲキジョー 前科ありの女たち（2014年11月28日、フジテレビ） - 花巻社長
- 神谷玄次郎捕物控2 第2話（2015年4月10日、NHK BSプレミアム） - 幸太
- 陰陽師（2015年9月13日、テレビ朝日） - 藤原伊尹
- 下町ロケット 第2話（2015年10月25日、TBS） - 田端耕二
- 吉原裏同心（2016年） - 大村左近
- 獄医立花登手控え（2016年） - 多十
- 伝七捕物帳 第2話（2016年7月22日、NHK BSプレミアム） - 竹次郎
- 科捜研の女（テレビ朝日）
  - Season 11 第7話 「13年目の鑑定対決」（2011年12月1日） - 前田貴史
  - Season 16 第1話「仮面の男」（2016年10月20日）・第2話「顔のない男」（2016年11月3日） - 小嶺仁史
  - Season 20 第8話（2020年12月10日） - 宮本慎一郎
- IQ246〜華麗なる事件簿〜（TBS） - 黒木影丸
  - 第9話「マリア・T 死後に犯す完全犯罪」（2016年）
  - 最終話「絆VS頭脳!! 命を懸けた闘い」（2016年）
- 日曜ワイド 「司法教官・穂高美子6」（2017年） - 岡田浩輔
- 刑事ゆがみ（2017年） - 高遠金太郎
- 京都人の密かな愉しみ 夏 真名井の女（2015年8月15日、NHK BSプレミアム） - 八神社長
- 京都人の密かな愉しみ Blue 修業中（NHK BSプレミアム） - 上町光治 役
  - 京都人の密かな愉しみ Blue 修業中 送る夏（2017年9月30日）
  - 京都人の密かな愉しみ Blue 修業中 祝う春（2018年4月14日）
  - 京都人の密かな愉しみ Blue 修行中 祇園さんの来はる夏（2019年8月17日）
  - 京都人の密かな愉しみ Blue 修業中 燃える秋（2021年1月30日）
- 陸王 第7話（2017年12月3日、TBS）- 清崎監督
- 越路吹雪物語（2018年） - 尾崎敏雄
- 鳴門秘帖（2018年4月20日 - 6月22日、NHK BSプレミアム） - 虎五郎
- ブラックペアン（2018年） - 小林院長
- 不惑のスクラム（2018年9月1日 - 10月13日、NHK総合） - 川端弘明
  - 不惑のスクラム スペシャル（2019年9月16日、NHK総合）
- あなたには渡さない（2018年） - 大瀬健策
- 家康、江戸を建てる（2019年） - 榊原康政
- 刑事7人 シーズン5 第5話（2019年8月14日、テレビ朝日） - 佐々岡弘介
- ミス・ジコチョー〜天才・天ノ教授の調査ファイル〜（2019年） - 沼尻壮一
- ドラゴン桜 第2シーズン（2021年） - 安本智樹 役

### バラエティ
- フジテレビ 笑っていいとも (1991年)
- クイズ!脳ベルSHOW（2020年12月9日・10日、BSフジ） - ゲスト

### 映画
- テイク・イット・イージー（1986年） - 中根六郎
- 本場ぢょしこうマニュアル 初恋微熱篇（1987年） - 山田順一
- 塀の中の懲りない面々（1987年）
- 山田村ワルツ（1988年）
- 魔界転生 （2003年）
- 象の背中 （2007年）
- 次郎長三国志（2008年）
- 踊る大捜査線 THE MOVIE3 ヤツらを解放せよ! （2010年）
- 祈りの幕が下りる時（2018年） - 石垣刑事部長
- ニ十歳に還りたい。（2023年9月29日）

### オリジナルビデオ
- 難波金融伝 ミナミの帝王 銃撃の復讐（1997年）

### 吹き替え
- インナースペース（1987年） - タック・ペンドルトン（デニス・クエイド）

### ラジオドラマ
- アドルフに告ぐ（1993年） - アドルフ・カミール
- 着陸拒否 （1998年 NHK-FM 青春アドベンチャー）
- 京極夏彦ラジオドラマ 『百器徒然袋』（2006年）
- プラハの春 （2006年 NHK-FM 青春アドベンチャー）- ユルゲン・ヘス
- ベルリンの秋（2006年 NHK-FM 青春アドベンチャー）